# Afrolook

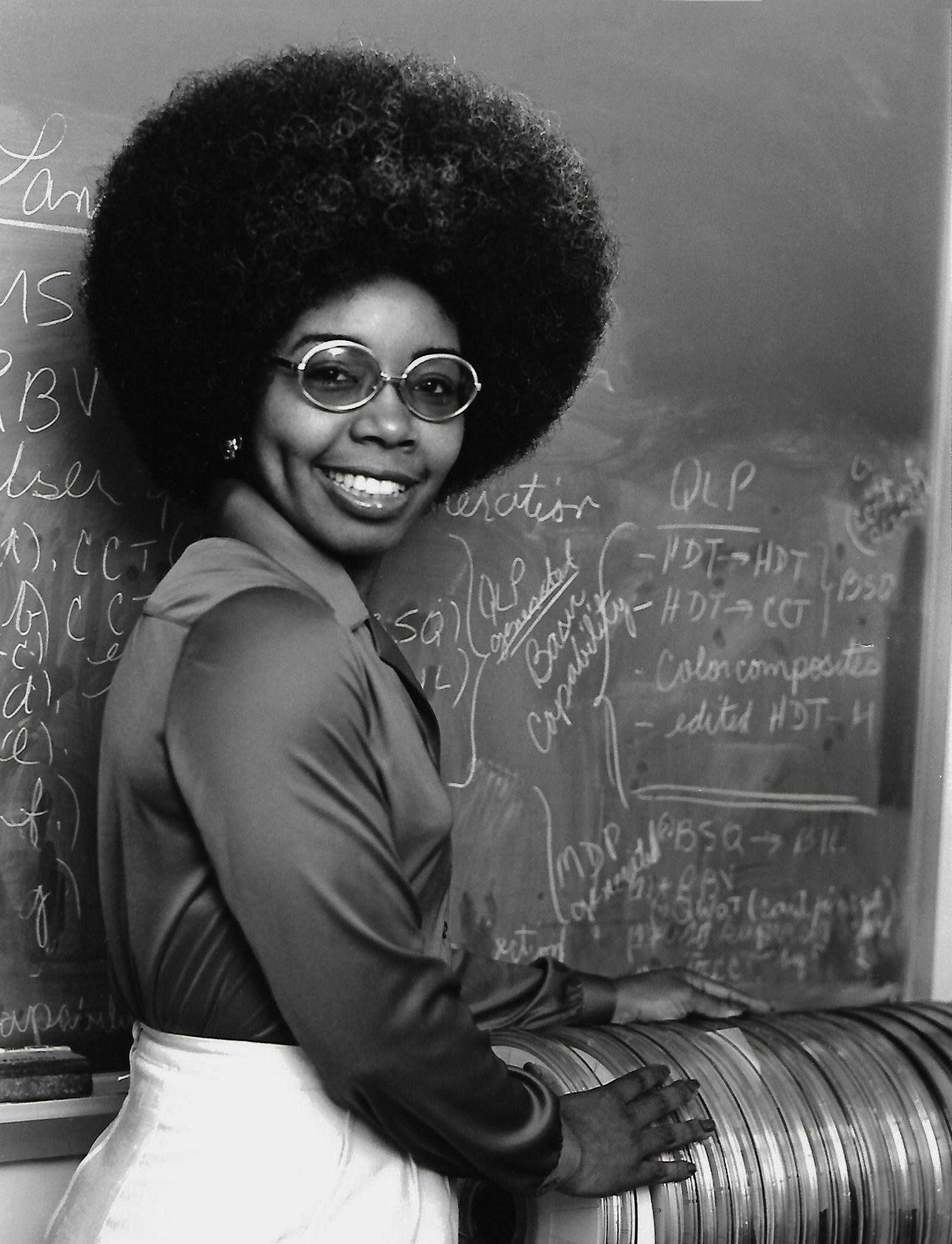
Die amerikanische Physikerin Valerie Thomas mit Afro, 1979

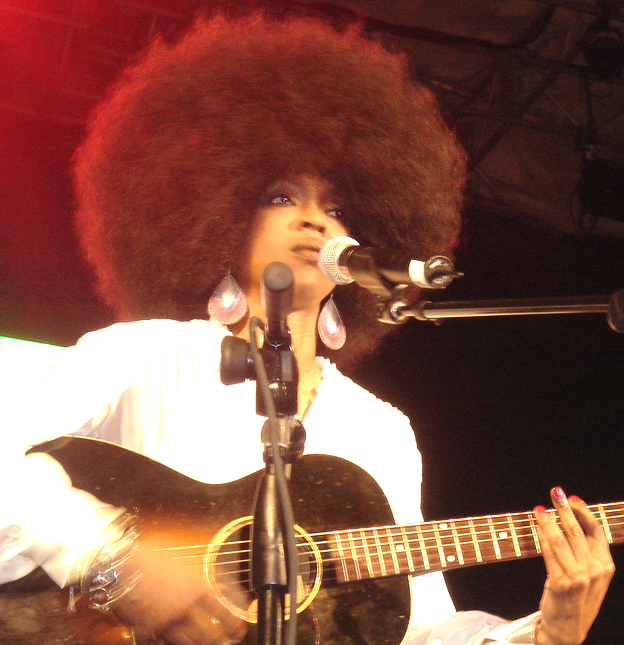
US-Musikerin Lauryn Hill (Fugees) mit Afrolook, 2005

Als  Afrolook (auch Afro-Look, kurz Afro) bezeichnet man eine Frisur mit stark gekrausten, nach allen Seiten abstehenden dichten Locken. Die Frisur hat Ursprünge unter anderem in der amerikanischen Bürgerrechtsbewegung: Schwarze Menschen sollten ihr Haupthaar nicht dem Geschmack der weißen Mehrheitsbevölkerung anpassen müssen.

## Geschichte
Lange, unfrisierte, wilde und lockige Haare wurden in den 1960er-Jahren zum Ausdruck der Hippie-Bewegung. Der Trend zu allem Natürlichen steigerte die Popularität des Afrolooks. Durch den Erfolg des Musicals Hair und die Popularität von Jimi Hendrix sowie durch den Einfluss der Black-Power-Bewegung auf Afroamerikaner war der Afrolook nicht nur bei diesen beliebt, sondern auch bei manchen Weißen, auch außerhalb der USA.
Eine besondere Rolle spielte der Afrolook in der amerikanischen Bürgerrechtsbewegung, da mit dem Slogan „Black is beautiful“ das spezifisch auf Weiße zugeschnittene Schönheitsideal unterlaufen und so „queer hair“ oder „nappy hair“ zum ersten Mal in den USA auf breiter Basis sichtbar und mit Stolz getragen wurde. Auch die Dauerwelle für den Mann wurde damals gesellschaftsfähig.
Die Popularität des Afrolooks spiegelte sich auch in der zeitgenössischen Kunst der 1970er-Jahre wider. Ein prominentes Beispiel dafür ist die grafische Gestaltung mehrerer Albumcover des US-amerikanischen Jazz-Trompeters und -Komponisten Miles Davis aus dieser Zeit, namentlich dessen Alben On the Corner (1972), In Concert: Live at Philharmonic Hall (1973) sowie Big Fun (1974). Die im Cartoon-Stil gestalteten Illustrationen auf den Hüllen dieser Alben werden von Figuren bevölkert, von denen sehr viele einen Afro tragen, darunter karikaturhafte Darstellungen des Musikers. Ein weiteres Beispiel ist das Cover des Albums Maggot Brain (1971) der US-Funk-Band Funkadelic. Auch die darauf abgebildete Person trägt einen Afro.

## Frisur
Menschen mit glatten Haaren modellieren den Afrolook mit Papilloten (mit oder ohne Haarnadeln) bzw. drehen die einzelnen Strähnen vor dem Wickeln mit den Fingern zu Kordeln auf. Dabei werden die Haare geföhnt und anschließend mit Haarspray fixiert oder gegelt, um die Frisur zu festigen.
Den größten Afro, der je bei einer Frau gemessen und offiziell dokumentiert wurde, hat die Sozialarbeiterin Aevin Dugas. Er ist vom Scheitel gemessen 24 cm hoch und hat einen Umfang von 157 cm. Sie lässt sich ihre Haare regelmäßig schneiden und frisiert sie zu Knoten und Zöpfen.

## Adaptionen
- In Deutschland wurde in den 1970er-Jahren eine Art Afrolook zum Beispiel von Fußballspieler Paul Breitner und von Bobby Farrell, Tänzer der Disco-Gruppe Boney M, getragen.
- Die ab 1987 von der Initiative Schwarze Deutsche herausgegebene Zeitschrift Onkel Toms Faust wurde nach Protesten bezüglich des Namens ab der zweiten Ausgabe in afro look umbenannt.[7]
- In den 1990er-Jahren nannte sich ein afroamerikanisches Hip-Hop-Projekt The Afros. Die Mitglieder trugen in der Mehrzahl Afrolook und thematisierten dies auch in ihrem Rap (Why do I wear my ‘Fro).[8]